# Simeon Bourgois
Simeon Bourgois, francoski admiral, * 26. marec 1815, † 24. december 1887.